# Avesnes-Chaussoy
Avesnes-Chaussoy (picardisch: Aveinne-Cheuchoi) ist eine nordfranzösische Gemeinde mit 66 Einwohnern (Stand 1. Januar 2022) im Département Somme in der Region Hauts-de-France. Die Gemeinde liegt im Arrondissement Amiens (seit 2009) und ist Teil der Communauté de communes Somme Sud-Ouest und des Kantons Poix-de-Picardie.

## Geographie
Die Gemeinde liegt auf der Hochfläche des Vimeu rund zehn Kilometer südöstlich von Oisemont. Der Weiler Le Chaussoy liegt etwa drei Kilometer südwestlich in Richtung Campsart (Gemeinde Villers-Campsart).

## Einwohner
| 1962 | 1968 | 1975 | 1982 | 1990 | 1999 | 2006 | 2011 |
| ---- | ---- | ---- | ---- | ---- | ---- | ---- | ---- |
| 66   | 58   | 65   | 58   | 51   | 53   | 54   | 71   |

## Sehenswürdigkeiten
- Schloss Avesnes (16. bis 18. Jahrhundert) mit französischem Garten, 1980 als Monument historique eingetragen[1]